# Lonchocarpus kreberi
Lonchocarpus kreberi är en ärtväxtart som beskrevs av Hermann August Theodor Harms. Lonchocarpus kreberi ingår i släktet Lonchocarpus och familjen ärtväxter. Inga underarter finns listade i Catalogue of Life.